# Larpelites agilis
Larpelites agilis là một loài tò vò trong họ Ichneumonidae.